# Neohaltichella nilgirica
Neohaltichella nilgirica is een vliesvleugelig insect uit de familie bronswespen (Chalcididae). De wetenschappelijke naam is voor het eerst geldig gepubliceerd in 1989 door T. C. Narendran.